# Choristhemis
Genre
Choristhemis est un genre de libellules de la famille des Synthemistidae (sous-ordre des Anisoptères, ordre des Odonates). 

## Liste d'espèces
Selon BioLib (14 janvier 2021) :
- Choristhemis flavoterminata (Martin, 1901)
- Choristhemis olivei (en) (Tillyard, 1909)